# Liu Song Qianfeidi
Liu Ziye of keizer Song Qianfei (449-466) was keizer van China van 464 tot 466. Hij staat bekend om zijn gewelddadige en impulsieve daden, waaronder het afslachten van vele hoge ambtenaren en zijn seksueel immoreel gedrag.

## Biografie
Liu Ziye was de oudste zoon van keizer Liu Jun. Als jongeling koesterde hij haatgevoelens tegen een ieder die hem berispte, vooral zijn vader. Eenmaal keizer schakelde iedereen uit die hem dwars zat. Veelal deed hij het zelf op een sadistische wijze. Hij werd meer en meer paranoïde, zelf mensen die hem bedreigde in zijn dromen werden geëxecuteerd. Uiteindelijk werd hij door leden van zijn hofhouding vermoord.
Liu Ziye werd opgevolgd door zijn oom Liǔ Yù.